# Замок у Крупе
Замок Крупе (пол. Zamek w Krupem) — палацовий замок у селі Крупе (Красноставський повіт, Польща). Цей замок розташований був на порубіжжі, і ніс прикордонну службу. Руїни цієї фортеці розташовані на дорозі з міста Холм у місто Краснистав.

## Історія
Засновником замку в Крупе в 1492 році вважається шляхтич Єжи Крупський герба «Корчак».
Наступний власник замку Зборівський оточив замок навісними стінами з бійницями для стрільців, розбудував його. Відомо, що замок мав чотири фортифікаційні вежі, прикрашені гербом «Ястшембець», а також браму. Крім того, замок захищав рів із водою та підйомний міст. У 1577 р. Крупе став власністю Холмського каштеляна Павла Ожеховського, який почав розширювати замок палацовою прибудовою, надав будівлі стилю епохи Відродження.
У 1648–1651 рр. архітектура замку була ушкоджена артилерійськими обстрілами козацької навали війська Богдана Хмельницького з татарами, а в 1655 р. під час Північної війни 1655—1660 рр. замок постраждав від нападу армії шведів. Він часто змінював власників, переживав військові напади і пожежі, і знову — відновлення.
Один із власників замку на прізвище Рей близько 1780 року побудував поруч із замком маєток, що зберігся донині.
Після збройних подій повстання, пов'язаного з Поділом Речі Посполитої й пожежі в 1794 р. замок не відновлювали.
Під час Другої світової війни у ХХ ст. німці використовували цей замок, розібрали північну частину його стін.
У 1962 році збережені руїни замку консервували музейні працівники, частково почали оновлювати замок. 1500 експонатів, знайдених під час розкопок на території замку, знаходяться у краєзнавчому музеї міста Краснистав.

## Власники
- Єжи Крупський (*1472—†1548) шляхтич гербу «Корчак»,
- Павло Ожеховський (бл.1550—†1612) шляхтич гербу «Рогаля»,
- Самійло Зборовський (—†1584) шляхтич гербу «Ястшембець»,
- Самуель Гноїнський,
- Немирич,
- Бучацький,
- Рей.

## Опис замку
Замок складається з палацу та фортифікації, бастеї. Головна частина замку була споруджена на площі, план якої був оточений внутрішнім оборонним ровом. Довкола територію оточували муровані стіни, утворюючи бастіон із баштами, а також болото й ставок. Першим розбудовано північно-західне крило. Будівля була увінчана парапетом, аркадами; на першому поверсі з каменю півколонами від підлоги — цегляні стовпи. У цій частині замку були представницькі приміщення, зали. Житлові приміщення знаходились у сусідній західній вежі. Південно-західне крило, закрите у внутрішній двір, побудоване у 1604—1608 роках. На першому поверсі розташовувались також підсобно-господарські приміщення, а нагорі — кімнати відпочинку, їдальня. Крім того, це крило було завершено мансардою, аттикою. Фасади елевації, виконані в техніці сграффіто, охороняв її кордоновий карниз. Вікна були рустовані, обрамлені ритмічно.
До замку вів підйомний міст — вхід через ворота на великий двір-колодязь. В цілому будівля мала оборонний характер з бастіонами на кутах споруди на квадратному фундаменті. Надбрамна башта мала вікна для стрільців (бійниці й оглядові місця), на першому поверсі були розташовані склепіння вітальні. Пізніше над воротами був встановлений барельєф із зображенням герба «Ястшембець». Нижче рівня віталень, нижче жител слуг замку і майстерні з ремісниками, знаходилися стайні.
Французький художник Адам Леру зробив докладний малюнок замку Крупе (його альбом був виданий у 1857—1860 роки Департаментом літографії Адольфа Пецка в Варшаві).
В ілюстрованому щорічнику Ян Стифі в 1863 році опублікував зображення замку Крупе (гравюра на дереві).

## Галерея

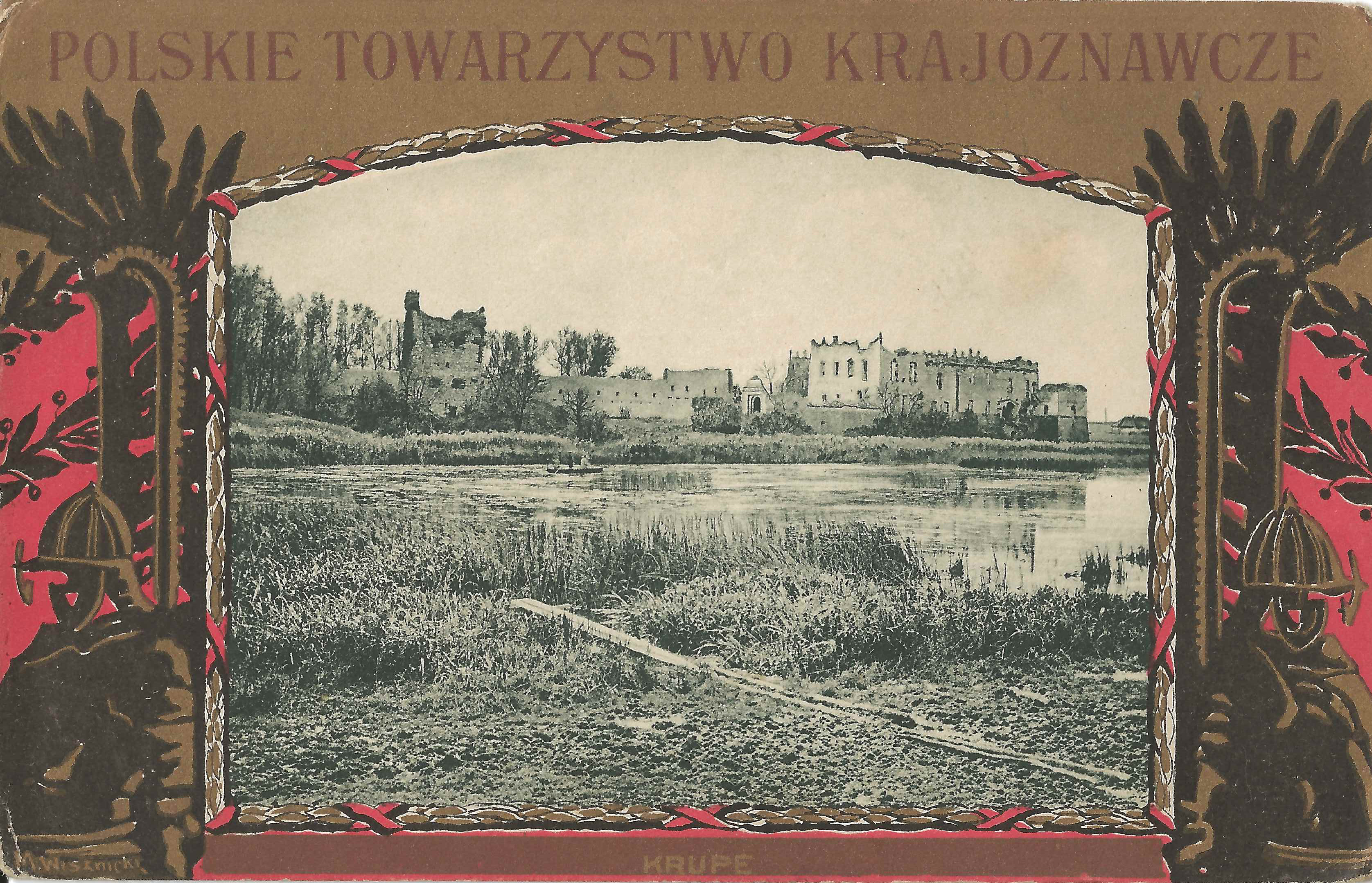
Загальний вид руїн замку Крупе у XIX ст.
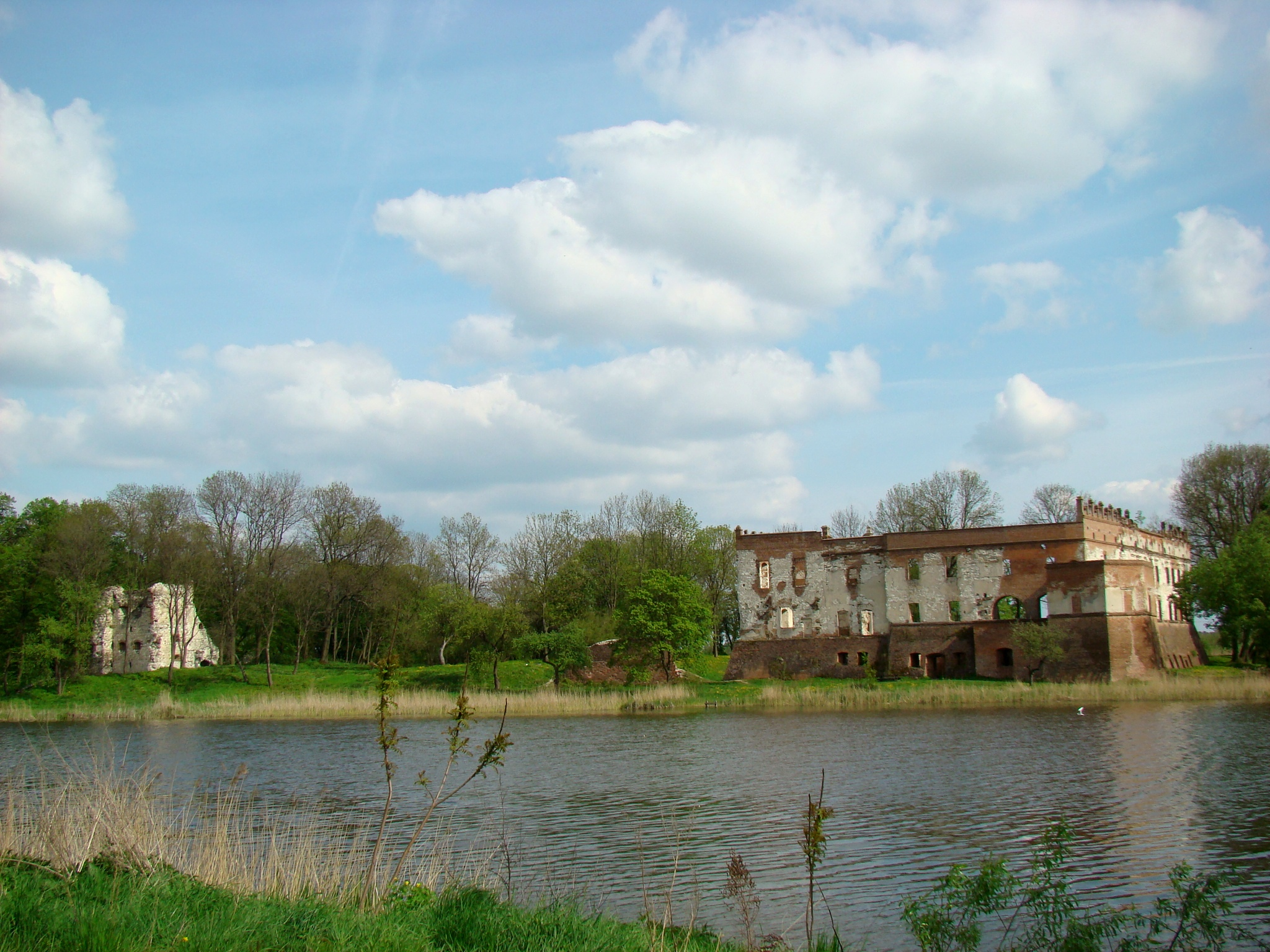
Загальний вид руїн замку Крупе у XXI ст.
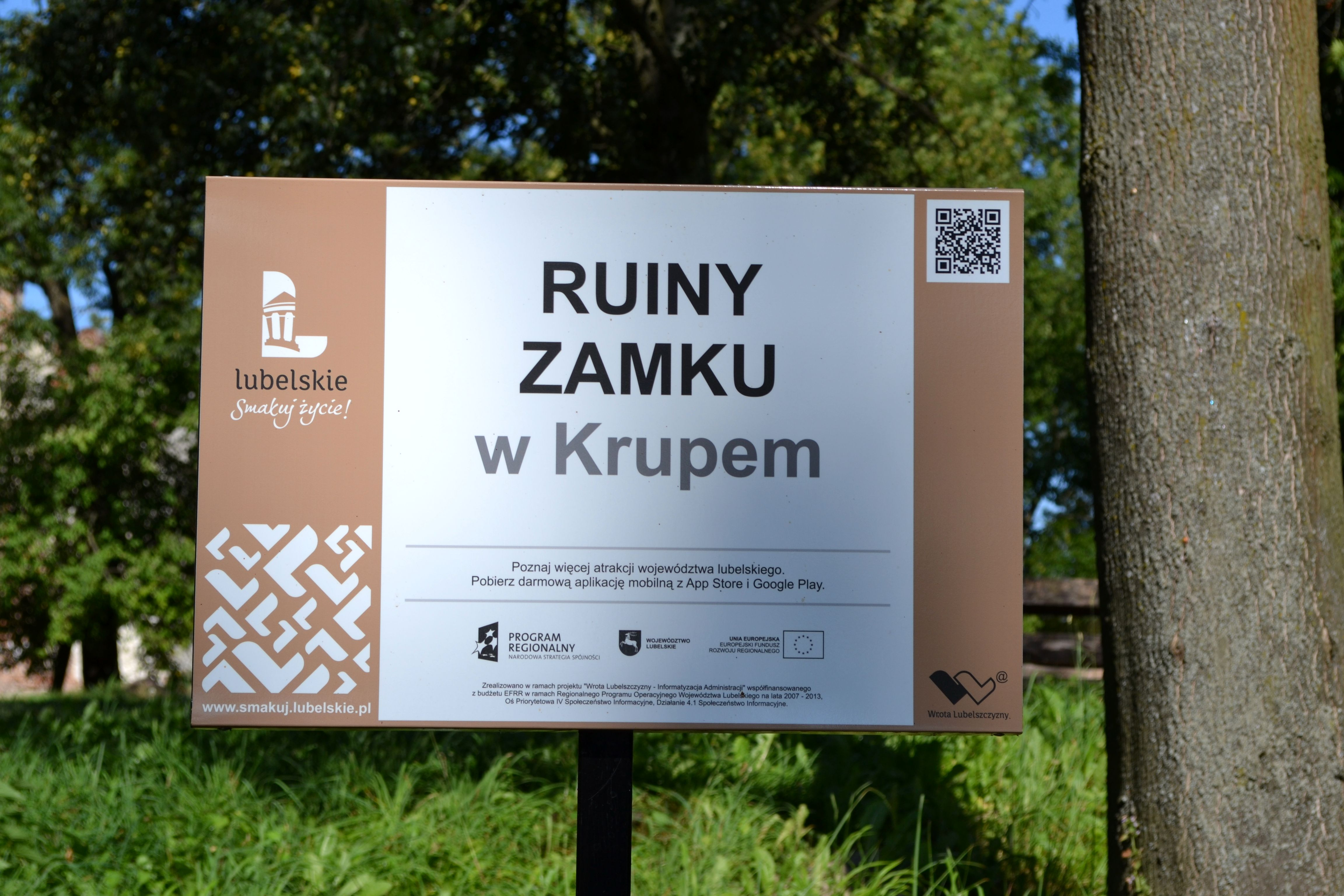
дошка інформації про замок
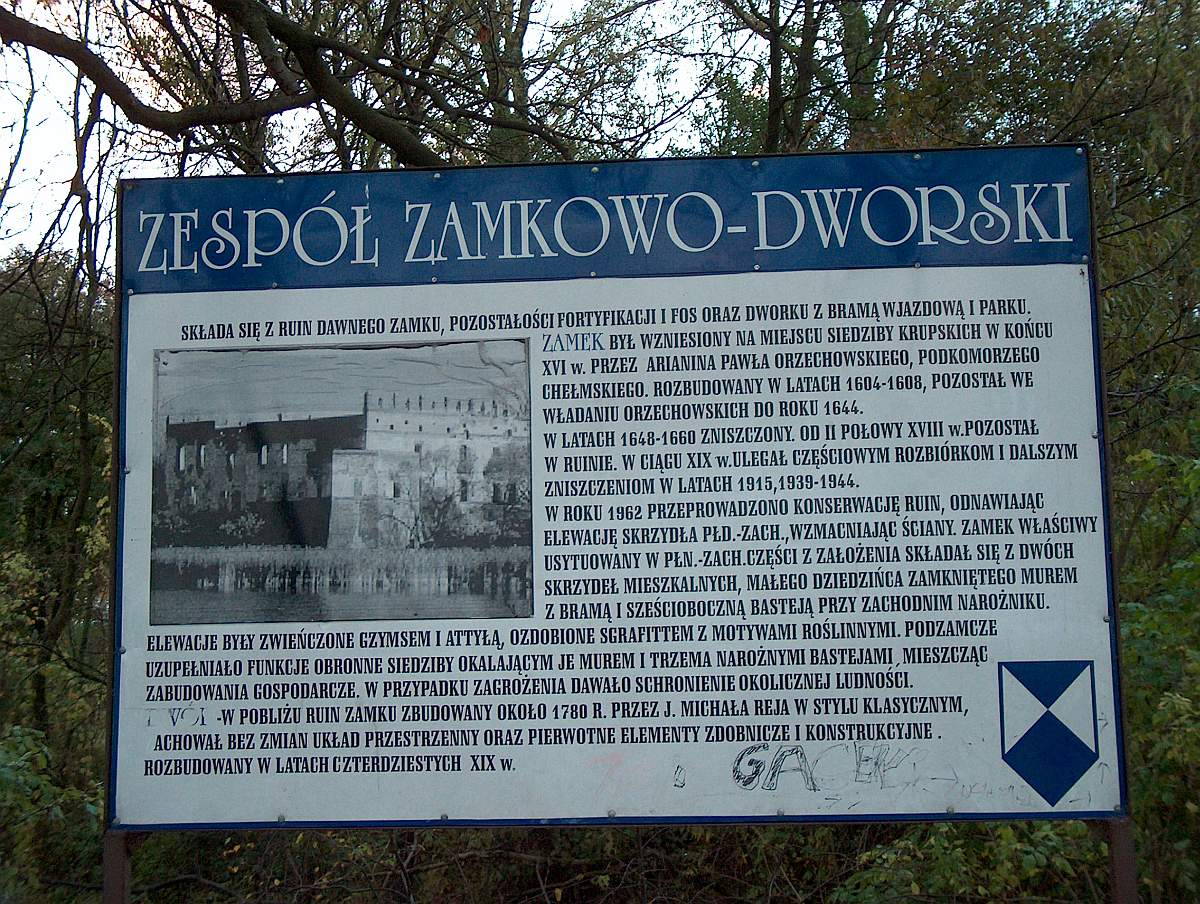
дошка інформації про замок
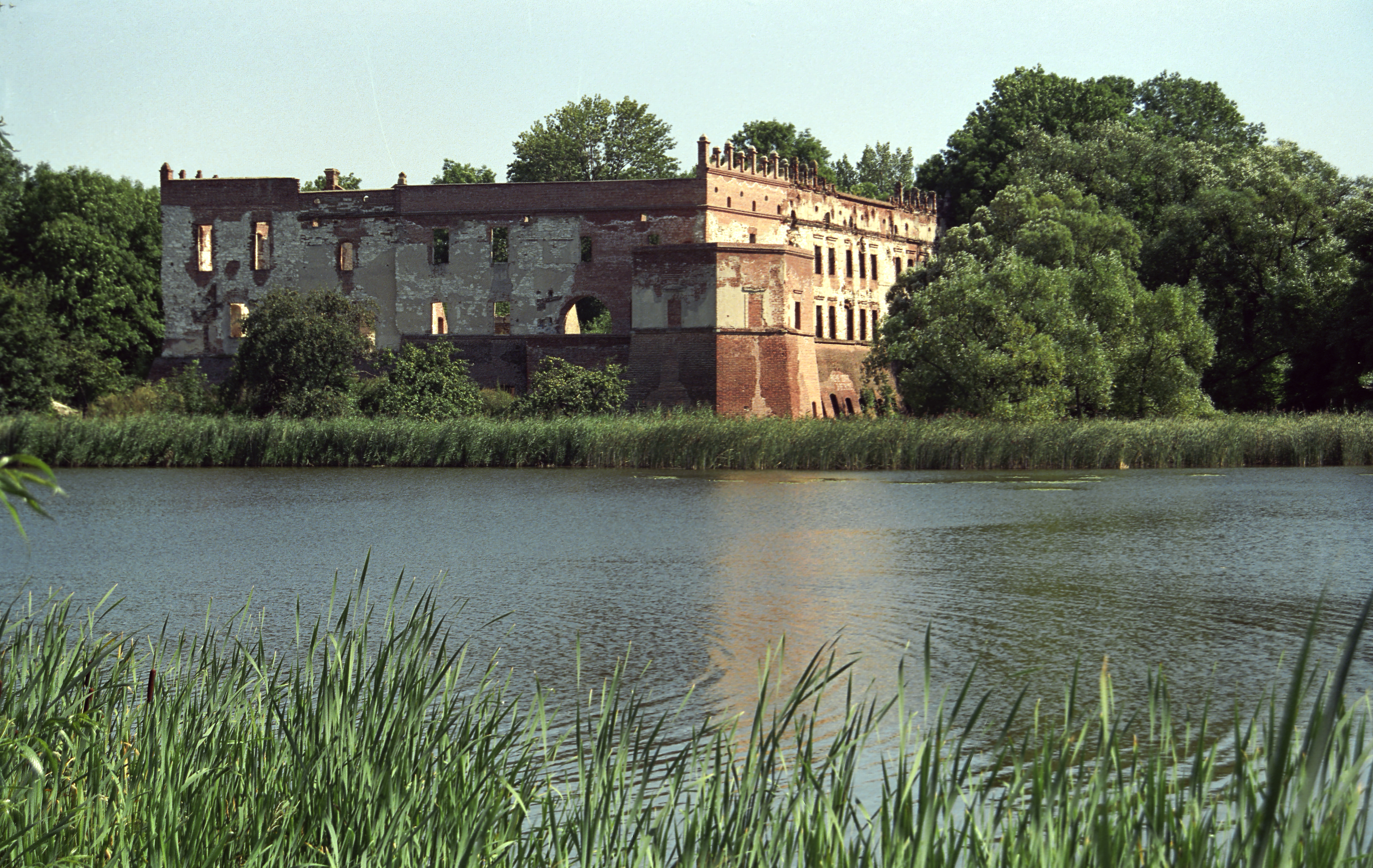
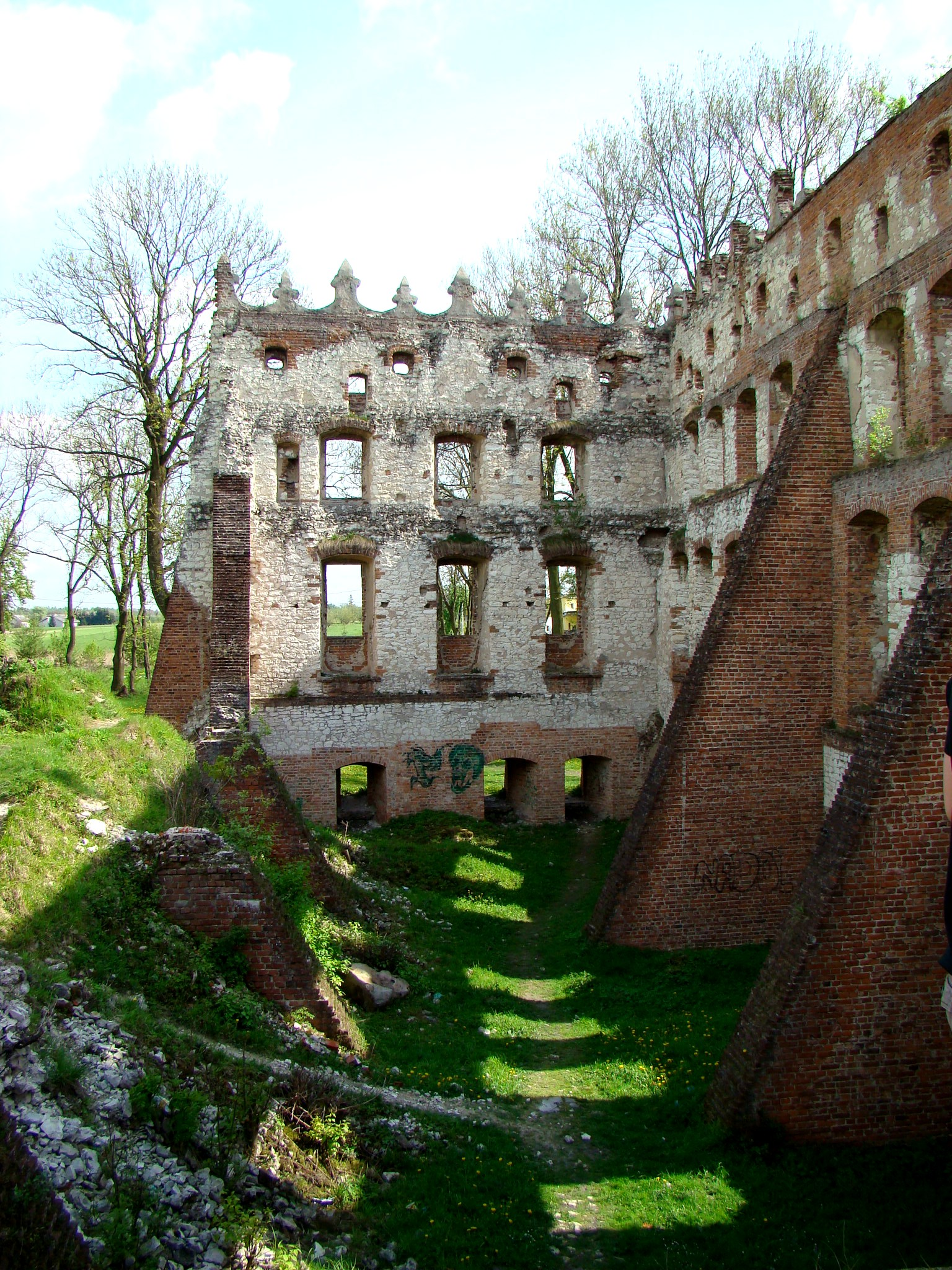
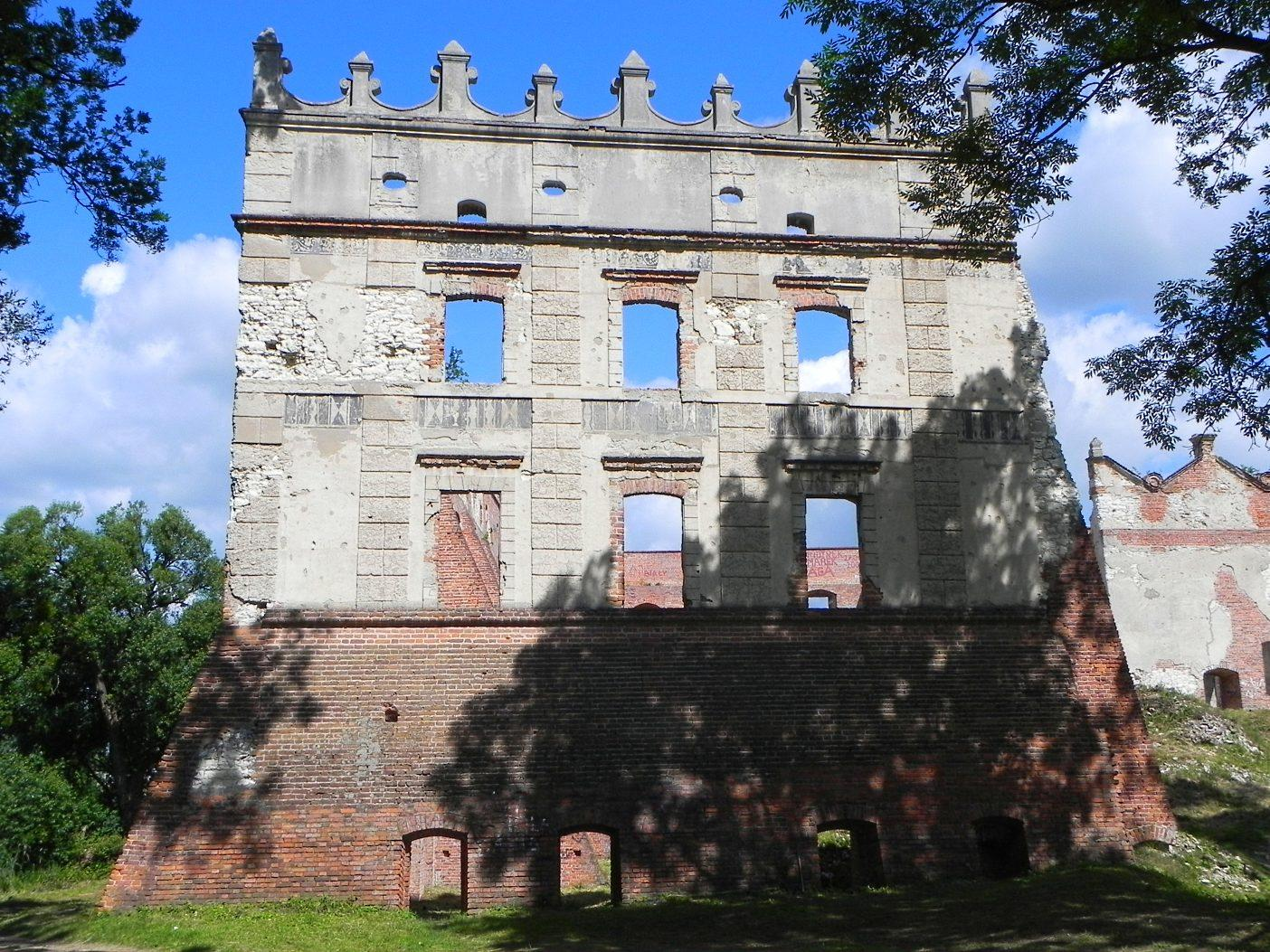
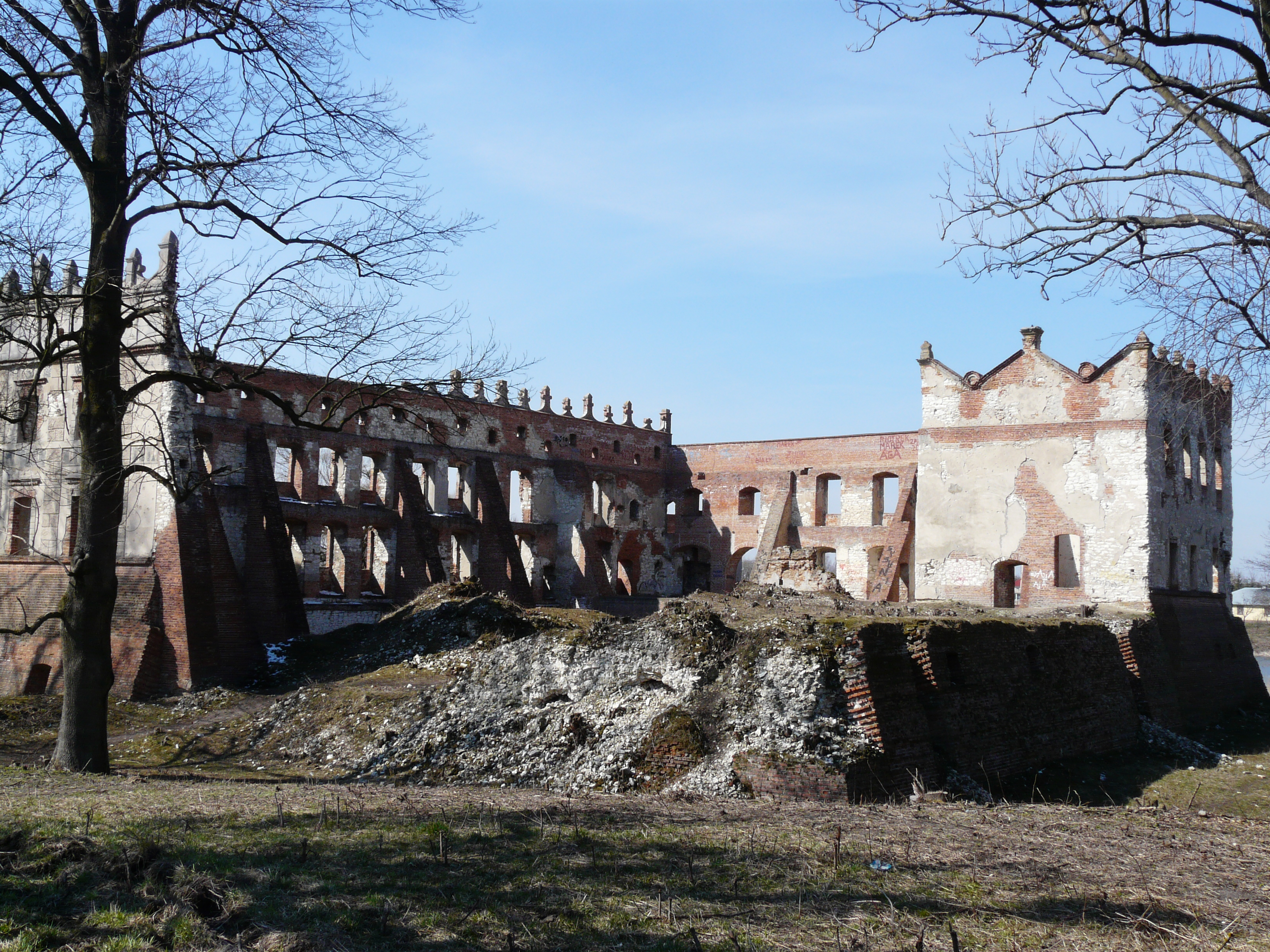
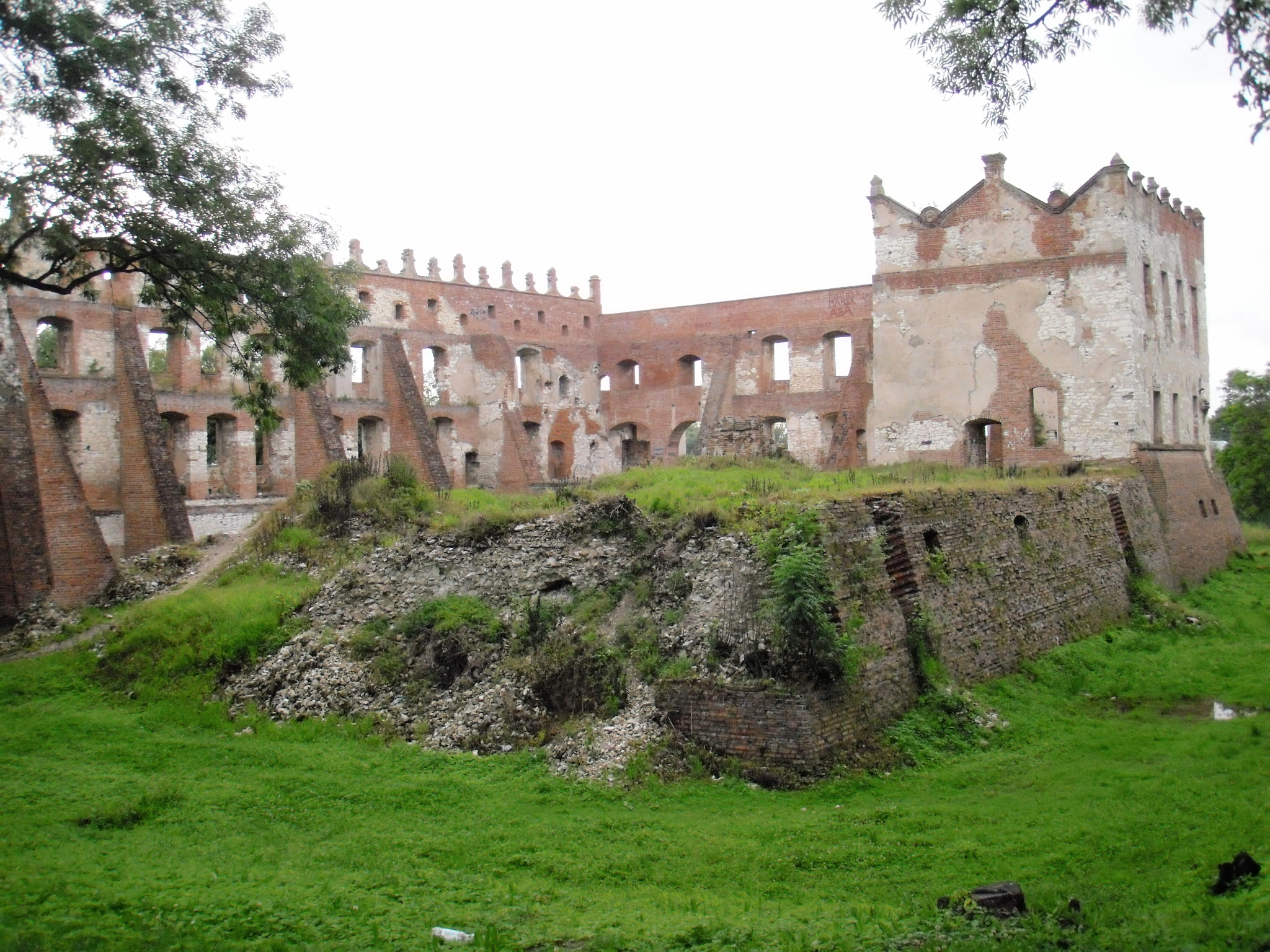
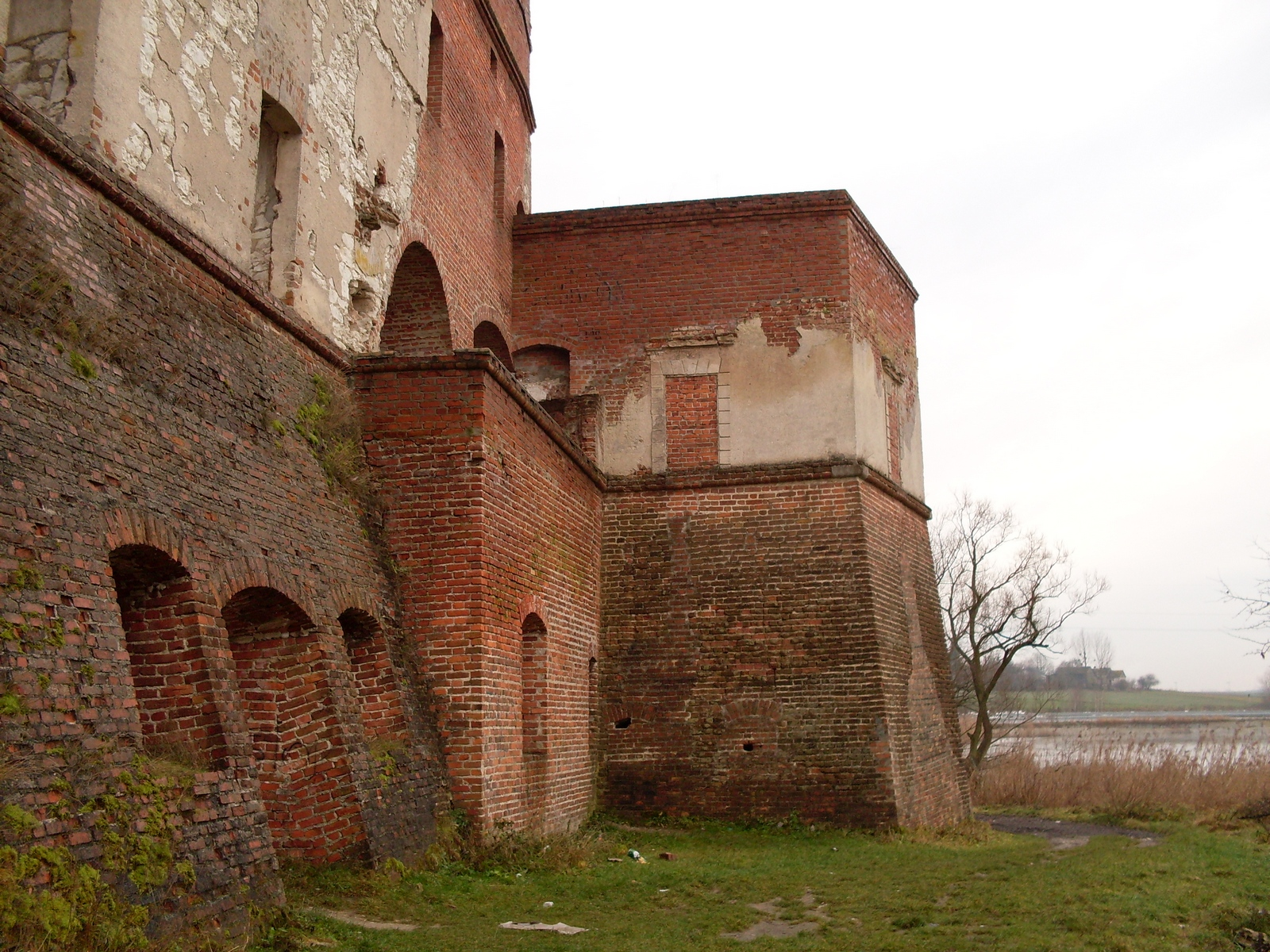
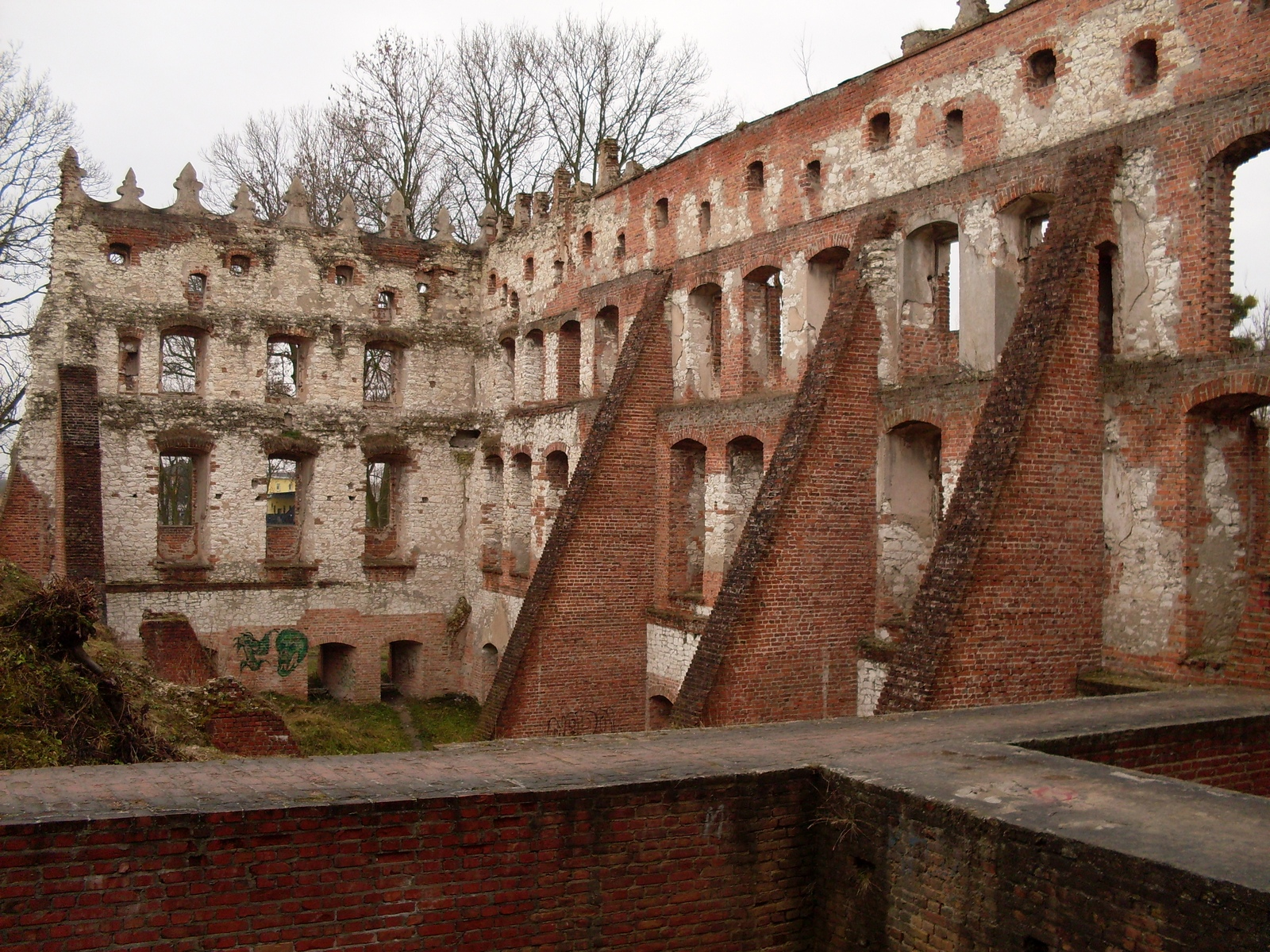